# Gusen
|  | Per a altres significats, vegeu «camp d'extermini de Gusen». |

El Gusen és un petit riu a l'Alta Àustria. Els rius gran (Große Gusen) i petit Gusen (Kleine Gusen) conflueixen a Breitenbruck (municipi de Katsdorf). A Langenstein el Gusen desemboca al Danubi.